# MSX

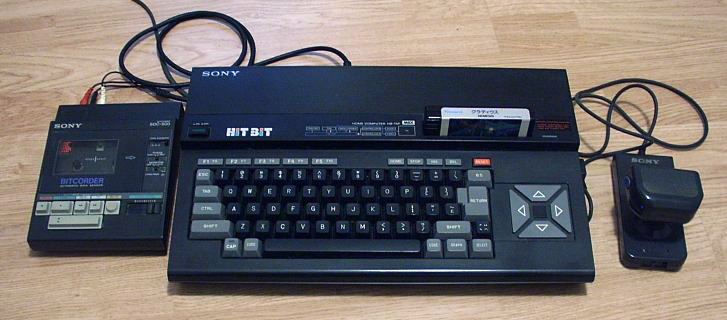
Компьютер Sony HitBit HB-75P стандарта MSX 1

MSX (Machines with Software eXchangeability) — название стандарта для бытовых компьютеров 1980-х годов. Он являлся попыткой создания единых стандартов для разработчиков аппаратного обеспечения, инициированной японским отделением компании Microsoft и Кадзухико Ниси, возглавлявшим его на тот момент. Также в разработке стандарта участвовала японская компания ASCII Corporation, основанная Ниси совместно с Кадзуя Ватанабэ специально для этой цели. Компьютеры стандарта MSX получили большую популярность в Японии и ряде других стран, однако, несмотря на поддержку Microsoft, почти не получили известности в США и Европе. Всего в мире было продано более 7,5 миллиона экземпляров MSX-совместимых компьютеров, из них 5 млн — в Японии.
Ниси предложил стандарт MSX в качестве попытки создания единого индустриального стандарта для бытовых компьютеров. Вдохновляемые успехом стандартизации в области видеозаписи (стандарт VHS), многие производители электроники, включая Goldstar, Philips и Spectravideo, разрабатывали и продвигали компьютеры стандарта MSX. Любое устройство или программное обеспечение с логотипом MSX было совместимо с продукцией стандарта MSX других производителей. В частности, стандарт описывал формат и функциональность картриджей расширения, что позволяло любым устройствам расширения или игровым картриджам работать на любом компьютере стандарта MSX.
Стандарт Ниси состоял главным образом из нескольких уже имевшихся в наличии узлов. Это процессор Zilog Z80, работающий на частоте 3,58 МГц, видеоконтроллер TMS9918 компании Texas Instruments с 16 КБ видеопамяти, и микросхема звукогенератора AY-3-8910 компании General Instrument (GI). Эти компоненты, совместно с интерпретатором MSX BASIC компании Microsoft, сделали MSX конкурентоспособным стандартом, но также и делали стоимость соответствующих ему компьютеров достаточно высокой. Стандарт MSX сильно напоминал уже существовавший на тот момент бытовой компьютер SV-328 компании Spectravideo, однако этот компьютер не полностью соответствовал стандарту MSX. Впоследствии Spectravideo выпустила модель SV-728, которая уже являлась стандартным компьютером MSX.
До появления и последующего большого успеха игровой консоли Famicom от Nintendo компьютеры MSX были основной домашней платформой для наиболее известных японских компаний — разработчиков видеоигр, таких как Konami и Hudson Soft. Такие игровые серии, как Metal Gear, Bomberman и Valis начались с игр, впервые вышедших на компьютерах MSX.

## История

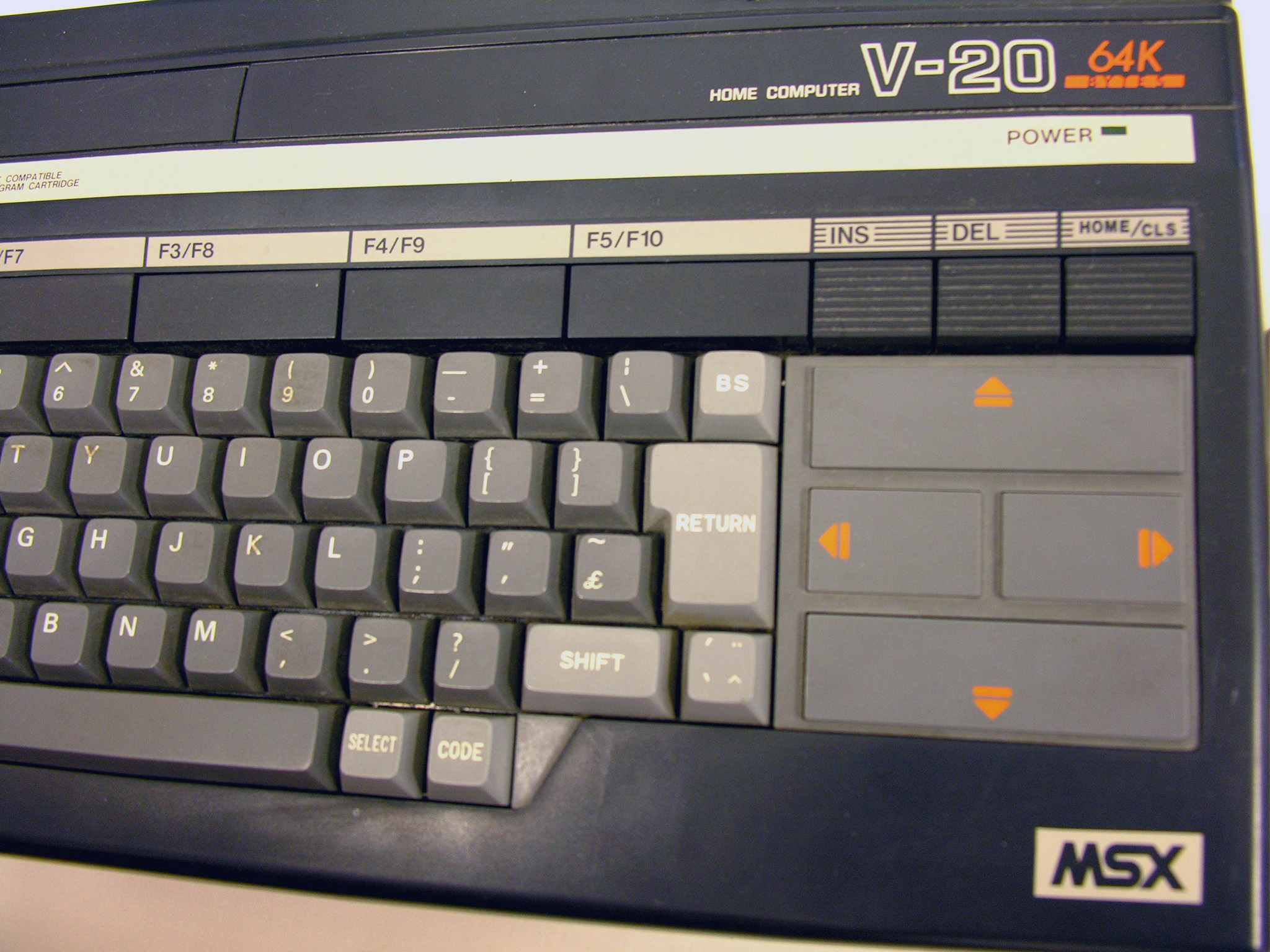
Canon V-20

В 1980-х годах Япония находилась в процессе экономического роста. Крупные японские производители электроники могли добиться успеха на зарождающемся рынке персональных ЭВМ, приложив совместные усилия в конце 1970-х. Их мощная инженерная и производственная база была достаточной для создания конкурентоспособных машин, но первоначально они игнорировали рынок персональных компьютеров в целом и бытовых в частности, вероятно, не рискуя выходить на рынок, не имеющий единого индустриального стандарта.
Стандарт MSX был анонсирован 27 июня 1983 года. За анонсом последовали объявления больших японских компаний о планах по производству компьютеров этого стандарта, что вызвало некоторую панику в компьютерной индустрии США. Однако, японские компании не спешили вступать в конкуренцию на американском рынке микроЭВМ, который на тот момент находился в состоянии «ценовой войны», возглавлявшейся Commodore. Лишь компании Spectravideo и Yamaha некоторое время пытались продавать компьютеры MSX в США. Компьютеры Spectravideo имели небольшой успех. Модель Yamaha CX5M со встроенным MIDI-интерфейсом позиционировалась скорее как цифровой музыкальный инструмент, нежели обычный персональный компьютер.
В течение 1980-х годов в Европе сформировался крупнейший рынок компьютерных (но не консольных) игр, на котором доминировали очень популярные тогда компьютеры Commodore 64 и Sinclair ZX Spectrum. На момент появления компьютеров MSX на европейском рынке на нём уже существовало несколько популярных, сравнимых по цене 8-битных домашних компьютеров, конкурировать с которыми было сложно.

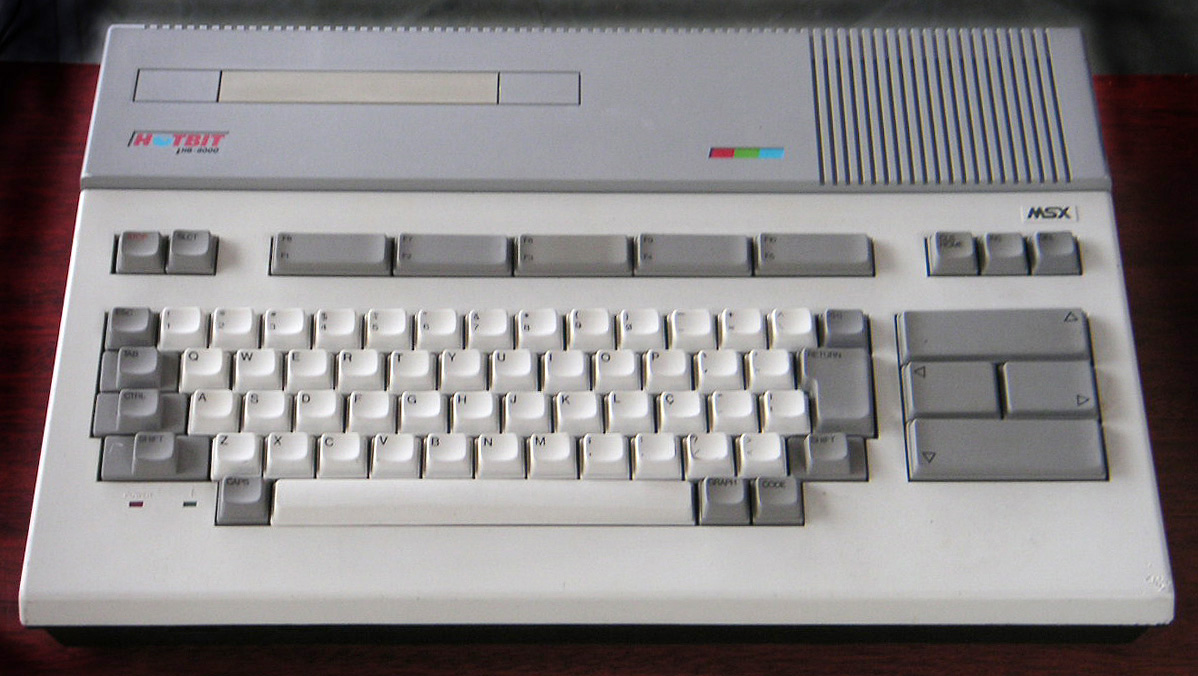
Sharp Hotbit, ставший хитом на Бразильском рынке

Таким образом, MSX не стал международным стандартом, как хотели его создатели. В основном это произошло потому, что он был почти неизвестен в США и в большей части Европы. В Японии и Южной Корее компьютеры MSX были основными бытовыми компьютерам 80-х годов. Также компьютеры этого стандарта имели популярность в Нидерландах, Испании, Бразилии, некоторых арабских странах и в СССР.
Точное значение аббревиатуры «MSX» до сих пор остаётся предметом споров. Многие люди считали, что она означает MicroSoft eXtended, ссылаясь на встроенный интерпретатор языка BASIC (MSX BASIC), специально адаптированный компанией Microsoft для компьютеров MSX. Однако, согласно словам Кадзухико Ниси, сказанным им в процессе недавнего визита в Тилбург (Нидерланды), аббревиатура MSX означает "Machines with Software eXchangeability". Операционная система MSX-DOS, используемая на компьютерах MSX, была совместима по системным вызовам с CP/M, но имела расширенные функции. Иными словами, MSX-DOS позволяла запускать большинство программ, написанных под CP/M и имела файловую систему FAT, что позволяло обмениваться файлами с системой MS-DOS. Кроме того, интерфейс командной строки по набору команд был подобен MS-DOS. Таким образом, компания Microsoft могла продвигать MSX как домашнюю систему, тогда как IBM PC под управлением MS-DOS ориентировались для офисных применений.
Стандарт MSX имеет четыре версии (поколения): MSX 1 (1983), MSX 2 (1985), MSX 2+ (1988) и MSX Turbo R (1990). Компьютеры, соответствующие первым трём версиям стандарта, являются 8-разрядными, на базе микропроцессора Zilog Z80, тогда как компьютеры MSX Turbo R использовали улучшенный вариант процессора Zilog Z800, известный под названием R800. Стандарт Turbo R был представлен в 1990 году, однако не имел особого успеха из-за отсутствия поддержки программным обеспечением и возраставшей популярности IBM PC-совместимых компьютеров. Производство Turbo R было прекращено в 1995 году.
Всего было продано около 5 миллионов компьютеров стандарта MSX, что доказывает их относительную популярность. Однако, стандарт MSX не стал глобальным, как предполагалось. Для сравнения с другими 8-разрядными компьютерами, конкурировавшими с MSX: продажи Commodore 64 за всё время его существования составили 17 миллионов экземпляров; Apple II — от 5 до 6 миллионов; Amstrad CPC — 3 миллиона; Tandy TRS-80 — 250 тысяч экземпляров.

## Известность в России

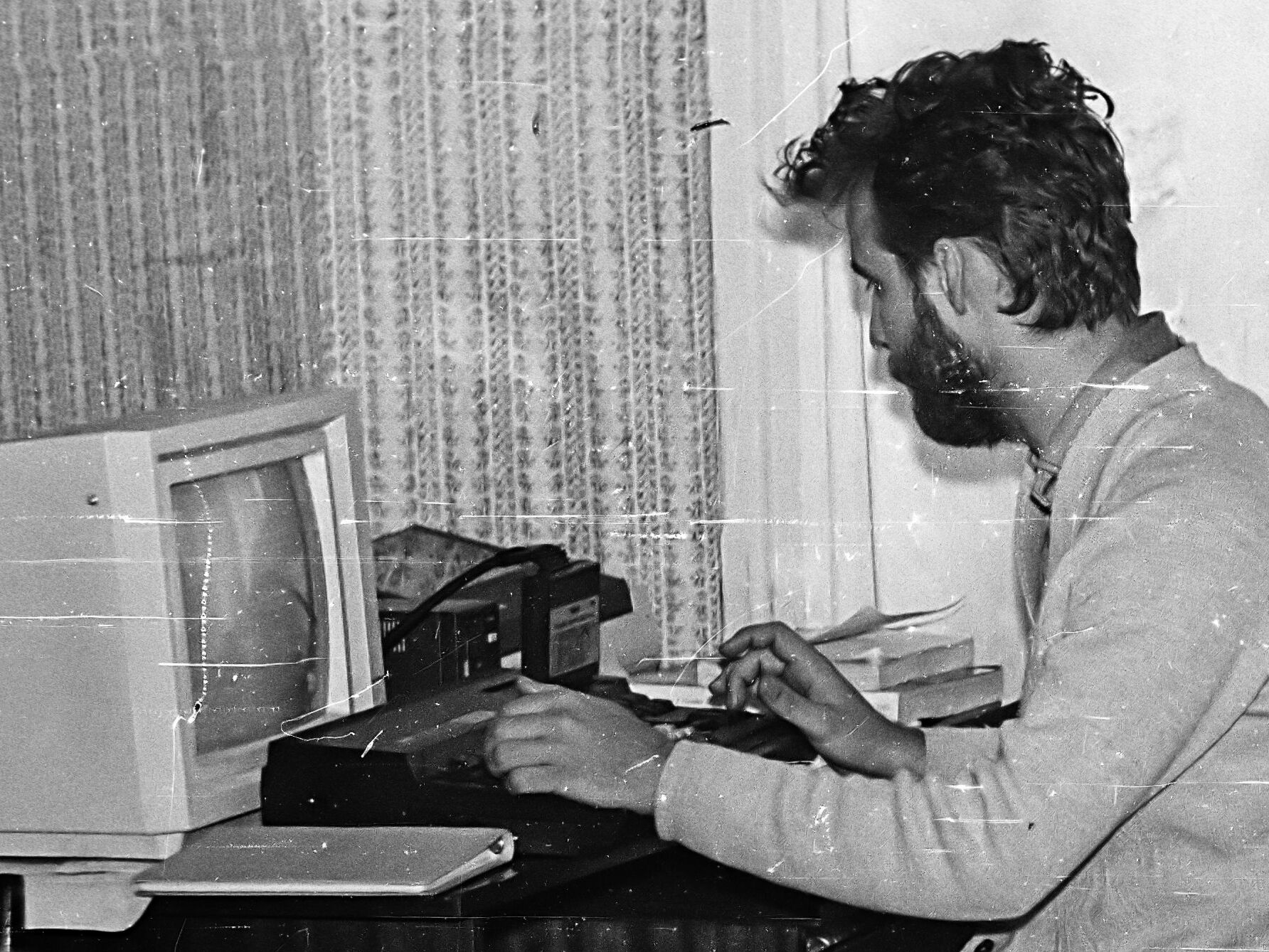
Работа на Yamaha YIS-503IIR (КУВТ) в Институте программных систем АН СССР, 1986 год

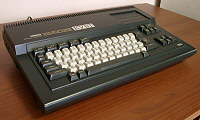
Yamaha YIS-503II

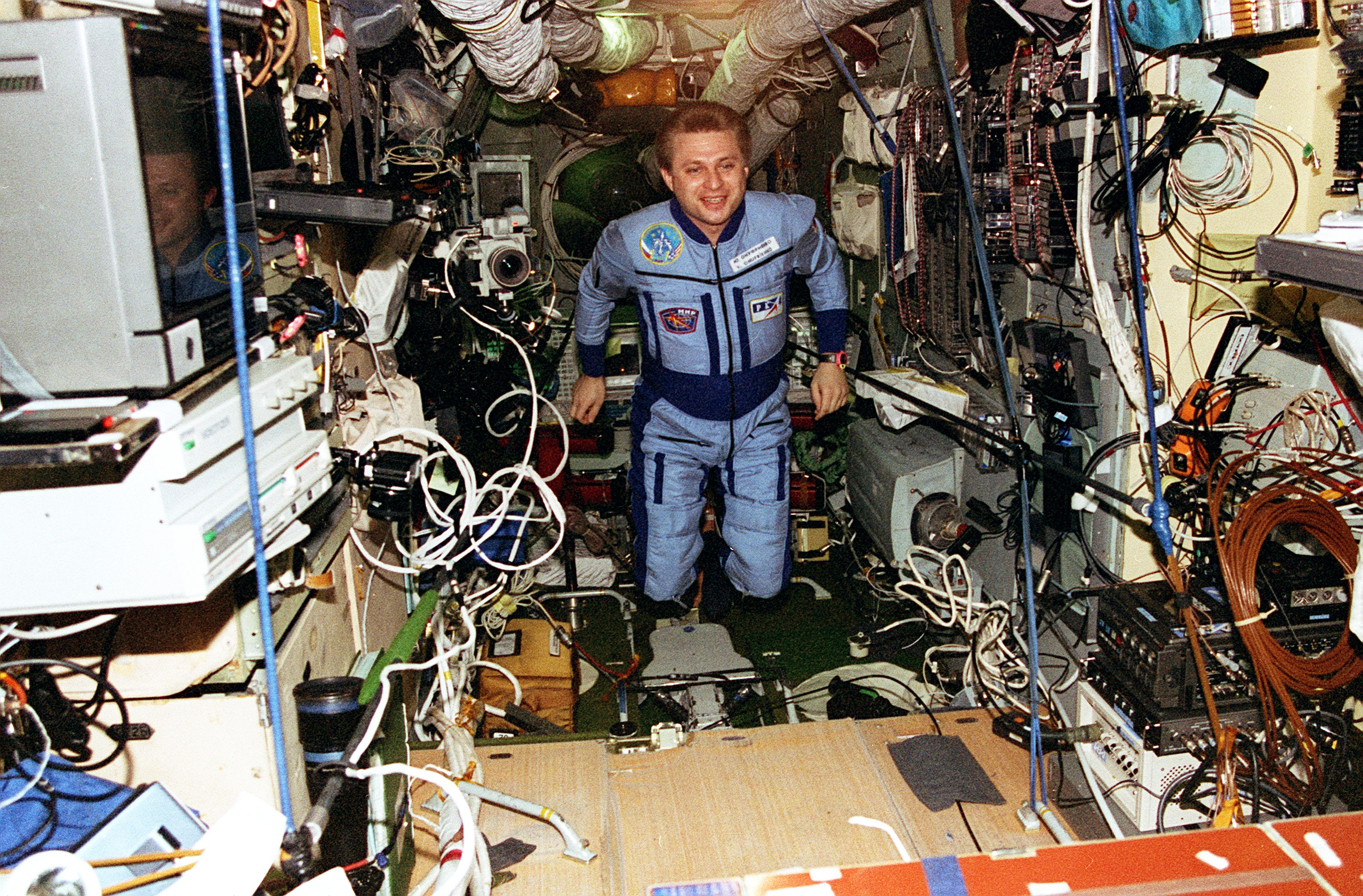
MSX Sony HB-G900AP внутри орбитальной станции «Мир»

Компьютеры MSX, в отличие от большинства популярных импортных бытовых компьютеров, получили некоторое официальное распространение в СССР и, впоследствии, в России. Начиная с середины 1980-х годов они использовались в составе компьютерных классов в учебных заведениях. Сначала это были экспортные версии компьютеров японской фирмы Yamaha — модели YIS-503 и YIS-805, специально предназначенные для поставок в СССР (на их клавиатуре были совмещены две раскладки — русская ЙЦУКЕН и латинская фонетическая JCUKEN). Классы на основе этих компьютеров получили название Ямаха КУВТ. Впоследствии, в конце 1980-х годов, для тех же целей в страну поставлялись корейские компьютеры Daewoo (модели CPC-300E и CPC-400). Они не имели русских символов на клавиатуре и являлись обычными, не экспортными, моделями. Также в СССР поставлялись MSX-совместимые компьютеры Toshiba.
Помимо этого, существовали также русские версии японского компьютера Sony HB-F9P и Sanyo MPC-2300. Точной информации, применялись ли они в школах или поставлялись для других целей, нет. Другая модель фирмы Sony, HB-G900P, использовалась на борту орбитальной станции Мир.
Компьютер Yamaha YIS-503II стал участником двухминутного эпизода в фильме «Малявкин и компания» (1986). Во время эпизода показывают экран компьютера, отображающий текст «Я — персональный компьютер, меня зовут Yamaha. А как зовут Вас?». Дети зачитывают текст вслух (при этом слово «Yamaha» заменено на «Дисплей») и набирают свои имена. Игры для MSX, в частности Antarctic Adventure (и её продолжение, Penguin Adventure) и Yie Ar Kung-Fu, были показаны в трёхминутном эпизоде фильма «Поехал поезд в Бульзибар» (1986) — дети играют в компьютерном классе под присмотром учителя.
Компьютер Yamaha CX5, имеющий встроенный модуль синтезатора SFG-01 (с возможностью подключения SFG-05) и предназначенный специально для создания музыки, использовался некоторыми отечественными музыкантами, работавшими в жанре электронной музыки с середины по конец 1980-х годов. Например, с его помощью созданы альбомы «Пульс 1» (1985) и «512 КБАЙТ» (1987) А. Родионова и Б. Тихомирова, «Иероглиф» группы Пикник (1986) и «Танцы на битом стекле» Алексея Вишни (1989). Компьютер Yamaha CX5MII/128, имеющий встроенный модуль синтезатора SFG-05, использовался группой «Новая коллекция».
Стандарт MSX оказал некоторое влияние на создание ряда отечественных компьютеров. Например, компьютеры ПК8000 разработаны частично совместимыми со стандартом MSX и имеют интерпретатор языка Бейсик, совместимый с MSX-BASIC. Адаптированная версия MSX-DOS применялась в одной из версий ZX-Spectrum совместимого компьютера ATM Turbo 2. Компьютер Алеста использовал некоторые технические особенности, характерные для MSX, и адаптированную версию MSX-DOS; для него было адаптировано несколько игр, разработанных для компьютеров MSX2. Для компьютера Вектор-06Ц также было адаптировано (ПО «Счетмаш», Центр «Компьютер», г. Кишинев, Молдова) несколько игр MSX1 (известно о 17), однако, из-за существенных аппаратных различий этих компьютеров, подобная адаптация заключалась в очень существенном изменении кода и данных игр. Адаптация заключалась в замене команд Z80, отсутствующих в КР580ВМ80А, на аналогичные по функциональности процедуры, подмене вызовов функций MSX BIOS на процедуры, учитывающие аппаратные особенности Вектор-06Ц и переопределении адресного пространства для хранения данных и стека. В остальном код программ был полностью идентичен.

## Возрождение MSX

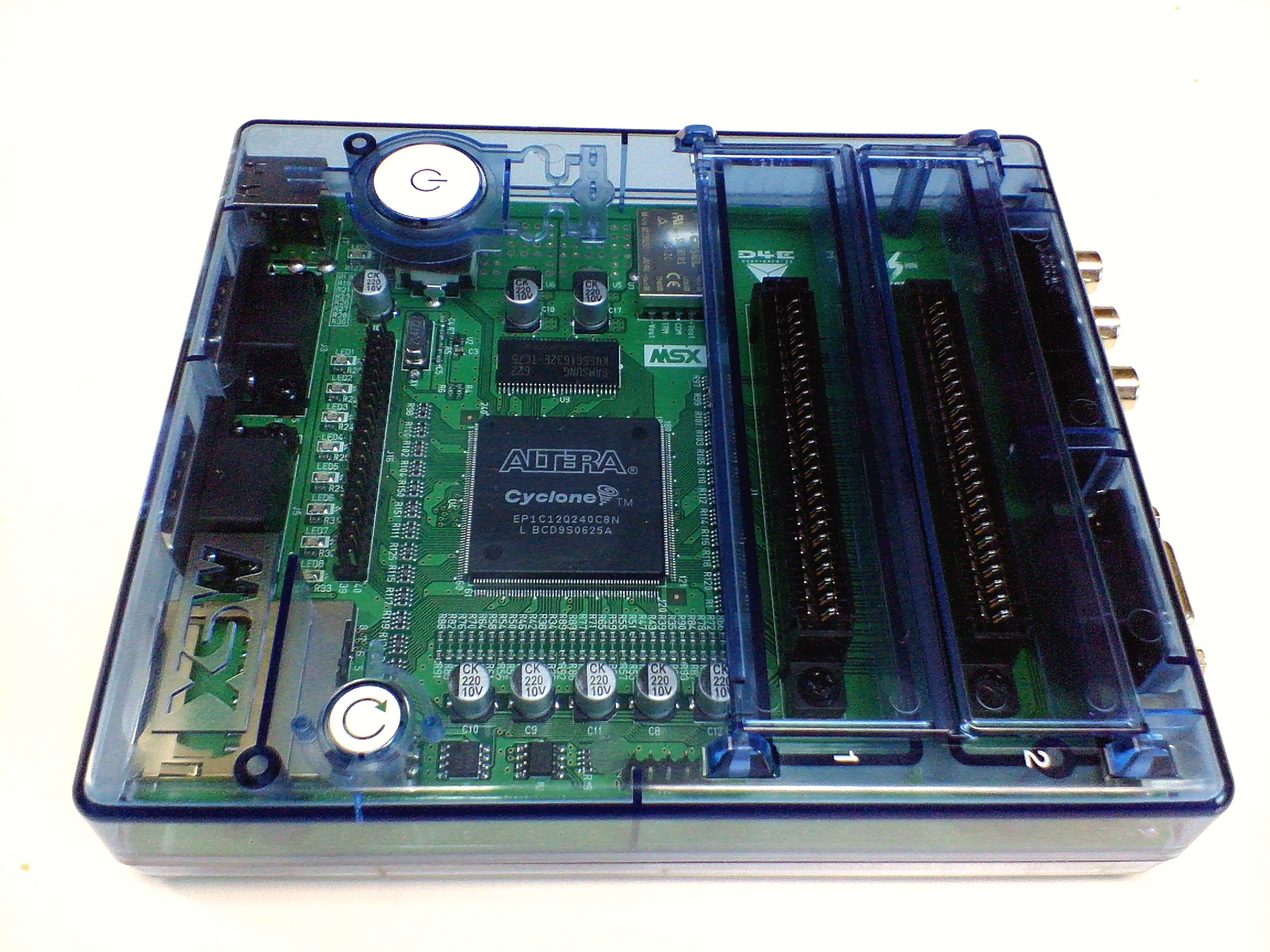
Компьютер One Chip MSX на базе ПЛИС Altera Cyclone

- В 2001 году Кадзухико Ниси начал так называемое возрождение MSX (MSX Revival) выпуском эмулятора, называющегося MSX PLAYer, и являющегося единственным официальным эмулятором MSX. Все авторские права на MSX принадлежат организации MSX Association, президентом которой является Ниси.
- В 2004 году голландская компания Bazix объявила о получении ею статуса официального представителя MSX Association в Европе, став, таким образом, англоязычным контактным лицом для ответов на любые вопросы, касающиеся торговой марки MSX и авторских прав (лицензирования).
- 17 октября 2006 года компания Bazix запустила сайт WOOMB.Net, через который начала продажу игр для MSX с начальным ассортиментом из 14 игр (переведённых на английский язык, если это было необходимо). Ранее аналогичный сервис был открыт в Японии, на сайте Project EGG. WOOMB.Net является англоязычной версией этого сервиса, предлагаемого японской компанией D4 Enterprise.
- В августе 2006 года D4 Enterprise анонсировала выход новой MSX2-совместимой системы, называющейся One Chip MSX. Она построена на одной микросхеме ПЛИС Altera серии Cyclone, в которой размещаются все компоненты системы, включая процессор. Продажи системы начались 19 ноября того же года. Ранее, в 2005 году, предполагалось, что производством этой системы займётся компания ASCII Solutions, если будет сделано более 5000 предварительных заказов, однако их было набрано всего 3414[13].
- В 2006 году японское отделение компании Nintendo опубликовало на сайте Virtual Console информацию о том, что игры для MSX будут доступны на игровой консоли Nintendo Wii через сервис Virtual Console.

## Интересные факты
- День рождения стандарта MSX — 27 июня 1983 года, когда он был официально анонсирован в процессе пресс-конференции.
- Компьютеры стандарта MSX1 имеют устройство, очень схожее с приставкой Colecovision. Они используют одинаковые процессор и видеоконтроллер, а также микросхемы звукогенератора со сходными возможностями. Существует эмулятор Colecovision для MSX.
- Самые популярные и известные игры для MSX были созданы известной японской компанией Konami.
- Процессор Zilog Z80, используемый в компьютерах MSX, может напрямую адресовать до 64 КБ памяти. По умолчанию, в большинстве моделей компьютеров нижние 32 КБ адресного пространства отданы ПЗУ MSX BASIC, а верхние 32 КБ — ОЗУ. Компьютеры, поддерживающие MSX-DOS (стандартная дисковая система для MSX, подобная CP/M), имели 64 КБ ОЗУ, однако нижние 32 КБ были недоступны, так как эта область памяти была занята MSX BASIC. Когда запускается MSX DOS, ПЗУ MSX BASIC отключается, и все 64 КБ адресного пространства отдаются ОЗУ.
- Среди программного обеспечения для MSX-DOS присутствовали программы dBase II, Turbo Pascal версии 3 и текстовый редактор Wordstar. Эти программы были непосредственно портированы с ОС CP/M. В конце 80-х годов некоторые бразильские компании использовали компьютеры MSX в качестве корпоративной платформы. Так как компьютеры MSX 1 имеют текстовый режим всего 40 x 25 символов, выпускались специальные комплекты расширения, позволяющие отображать текст 80 x 25, делая, таким образом, MSX более пригодным для профессиональной работы. Компьютеры стандарта MSX 2 и выше никогда не производились основными компаниями в Бразилии (Gradiente и Sharp). Большая часть рынка была создана одним человеком, Ademir Carchano (MSX Projetos), который разработал большую часть аппаратного обеспечения, включая картридж MegaRAM (позволяющий копировать и использовать игры MegaROM), комплекты расширения MSX 2 и 2+, IDE-контроллеры. Хотя дешёвые клоны IBM PC уже доминировали на рынке, компьютеры MSX сохраняли популярность. Некоторое время для них создавалось новое аппаратное обеспечение, продававшееся по существенным ценам.
- Игры для MSX 1 издавались в основном на картриджах и магнитофонных кассетах. Позднее, с появлением компьютеров MSX 2 (которые обычно имели трёхдюймовые дисководы), основным носителем для игр и других программ стали дискеты.
- Трёхдюймовые дискеты MSX, по крайней мере те, которые были отформатированы в MSX-DOS 2.0, напрямую совместимы с MS-DOS (однако некоторые детали, такие как восстановление удалённых файлов и загрузочный сектор, отличаются).

## Игры
В 1980-х для MSX1 были выпущены сотни игр. Сначала они распространялись на магнитной ленте, затем на дискетах (360 КБ) и картриджах. Программы для MSX2 выпускались как на дискетах (360 КБ и 720 КБ) так и в виде ROM-модулей.
Некоторые игры, впервые появившиеся на компьютерах MSX, выросли в известные игровые серии:
- Bomberman
- Aleste
- Metal Gear
- Puyo Puyo
- Parodius

Другие игры известных серий, появлявшиеся на MSX (включая эксклюзивные части), или версии, сильно отличающиеся от версий для других систем:
- Arkanoid
- Auf Wiedersehen Monty
- Black Onyx
- Bosconian
- Castlevania (под названием Vampire Killer)
- Contra
- Dragon Quest
- Dragon Slayer
- Final Fantasy
- Galaga
- Golvellius
- Gradius (Nemesis)
- Kings Valley
- Knight
- Moai No Hihou (Остров Пасхи)
- Wizardry: Proving Grounds of the Mad Overlord
- Xak
- Ys
- Zanac

Программное обеспечение для MSX2/2+/Turbo R выпускается до сих пор отдельными любителями и группами. С 2003 года проводится ежегодный конкурс разработчиков игр MSXdev.

## Производители компьютеров стандарта MSX
- MSX 1: Spectravideo (США), Philips (Нидерланды), Sony, Sanyo, Mitsubishi, Toshiba, Hitachi, National, Panasonic, Canon, Casio, Pioneer, Fujitsu General, Yamaha, Yashica-Kyocera (Япония), GoldStar, Samsung, Daewoo/Yeno (Южная Корея), Gradiente, Sharp/Epcom (Бразилия), Talent (Аргентина).
- MSX 2: Philips (Нидерланды), Sony, Sanyo, Samsung, Mitsubishi, Victor (также известна как JVC), National, Panasonic, Canon, Yamaha (Япония), ACVS, DDX (Бразилия, в виде комплекта для расширения), Daewoo/Yeno (Южная Корея), Talent (Аргентина).
- MSX 2+: Sony, Sanyo, Panasonic (Япония), ACVS, DDX (Бразилия, комплект для расширения)
- MSX Turbo R: Panasonic (Япония)

## Технические характеристики
Компьютеры стандарта MSX разных поколений имели следующие технические характеристики.

### MSX 1

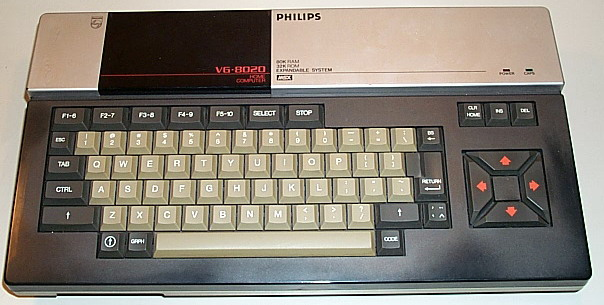
Компьютер Philips стандарта MSX 1, модель VG-8020

- Процессор: Zilog Z80A, работающий на частоте 3,58 МГц
- ПЗУ: 32 КБ
  - BIOS (16 КБ)
  - MSX BASIC V1.0 (16 КБ)
- ОЗУ: от 8 КБ до 64 КБ
- Видеоконтроллер: семейство Texas Instruments TMS9918
  - Видео-ОЗУ: 16 КБ
  - Текстовые режимы: 40 x 24 и 32 x 24 символов
  - Графический режим: 256 x 192 (16 цветов)
  - Спрайты: 32, 1 цвет, до 4 спрайтов на одной строке изображения
- Микросхема звукогенератора: General Instrument AY-3-8910 (PSG)
  - 3 канала + шум

### MSX 2
- Процессор: Zilog Z80A, работающий на частоте 3,58 МГц
- ПЗУ: 48 КБ
  - BIOS + Extended BIOS (32 КБ)
  - MSX BASIC V2.0 (16 КБ)
  - DiskROM (16 КБ) (опционально)
  - MSX-Audio BIOS (32 КБ) (опционально)
- ОЗУ: обычно 128 КБ (64 КБ на японских моделях; компьютер Sony HB-F700P имел 256 КБ)
  - Устройство управления памятью поддерживает 4 МБ адресного пространства для каждого из 4 слотов (ОЗУ, ПЗУ и т. п.)
- Видеоконтроллер: Yamaha V9938 (также известен как MSX-Video)
  - Видео-ОЗУ: 128 КБ (иногда 64 КБ или 192 КБ)
  - Текстовые режимы: 80 × 24, 40 x 24 и 32 x 24 символов
  - Графические режимы: 512 x 212 (16 цветов из палитры 512) и 256 x 212 (256 цветов)
  - Спрайты: 32, 16 цветов, до 8 спрайтов на одной строке изображения
  - Аппаратное ускорение для операций копирования, заливки, рисования линий и т. п.
  - Возможность удвоения вертикального разрешения за счёт чередования строк
  - Регистр вертикальной прокрутки
- Микросхема звукогенератора: Yamaha YM2149 (PSG)
  - 3 канала + шум
- Микросхема часов реального времени RP5C01

### MSX 2+
- Компьютеры этого стандарта официально выпускались только в Японии (также были доступны в Европе и Бразилии в виде устройств расширения)
- Процессор: Совместимый с Zilog Z80, на частоте 3,58 МГц или выше (существовали версии с частотой 5,37 МГц)
- ПЗУ: 64 КБ
  - BIOS + Extended BIOS (32 КБ)
  - MSX BASIC V3.0 (16 КБ)
  - DiskROM (16 КБ)
  - Kun-BASIC (16 КБ) (опционально)
  - Kanji ROM (знакогенератор с японскими иероглифами, опционально)
- ОЗУ: обычно 64 КБ (для японских компьютеров)
  - Устройство управления памятью поддерживает 4 МБ адресного пространства для каждого из 4 слотов (ОЗУ, ПЗУ, и т. п.)
- Видеоконтроллер: Yamaha V9958 (также известен как MSX-Video)
  - Видео-ОЗУ: 128 КБ
  - Текстовые режимы: 80 x 24 и 32 x 24 символов
  - Графические режимы: 512 x 212 (16 цветов из 512) и 256 x 212 (19268 цветов)
  - Спрайты: 32, 16 цветов, до 8 спрайтов на одной строке изображения
  - Аппаратное ускорение для операций копирования, заливки, рисования линий и т. п.
  - Возможность удвоения вертикального разрешения за счёт чередования строк
  - Регистры горизонтальной и вертикальной прокрутки
- Микросхема звукогенератора: Yamaha YM2149 (PSG)
  - 3 канала + шум
- Опциональная микросхема звукогенератора: Yamaha YM2413 (OPLL) (MSX-Music)
  - 9 каналов FM-синтезатора или 6 каналов FM-синтезатора + 5 ударных инструментов
  - Набор из 15 предустановленных инструментов и один пользовательский инструмент
- Микросхема часов реального времени RP5C01

### MSX Turbo R
- Компьютеры этого стандарта официально выпускались только в Японии
- Процессоры:
  - Zilog Z80 на частоте 3,58 МГц
  - ASCII R800 на частоте 7,14 МГц (быстродействие сравнимо с Z80 на частоте до 29 МГц)
- ПЗУ: 96 КБ
  - BIOS + Extended BIOS (48 КБ)
  - MSX BASIC V4.0 (16 КБ)
  - DiskROM (16 КБ)
  - Kun-BASIC (16 КБ)
  - Kanji ROM (256 КБ)
  - Firmware (4 МБ)
- ОЗУ: 256 КБ (для FS-A1ST) или 512 КБ (для FS-A1GT)
  - Устройство управления памятью поддерживает 4 МБ адресного пространства для каждого из 4 слотов (ОЗУ, ПЗУ и т. п.)
  - Дополнительно 16 КБ (для FS-A1ST) или 32 kB (для FS-A1GT) статического ОЗУ с батарейным питанием
- Видеоконтроллер: Yamaha V9958 (также известен как MSX-Video)
  - Видео-ОЗУ: 128 КБ
  - Текстовые режимы: 80 x 24 и 32 x 24 символов
  - Графические режимы: 512 x 212 (16 цветов из 512) и 256 x 212 (19268 цветов)
  - Спрайты: 32, 16 цветов, до 8 спрайтов на одной строке изображения
  - Аппаратное ускорение для операций копирования, заливки, рисования линий и т. п.
  - Возможность удвоения вертикального разрешения за счёт чередования строк
  - Регистры горизонтальной и вертикальной прокрутки
- Микросхема звукогенератора: Yamaha YM2149 (PSG)
  - 3 канала + шум
- Микросхема звукогенератора: Yamaha YM2413 (OPLL) (MSX-Music)
  - 9 каналов FM-синтезатора или 6 каналов FM-синтезатора + 5 ударных инструментов
  - Набор из 15 предустановленных инструментов и один пользовательский инструмент
- Цифровой звук:
  - Один 8-разрядный канал (без ПДП), частота дискретизации до 16 КГц при использовании функций BIOS
  - Встроенный микрофон
- Интерфейс MIDI: MIDI in/out (только для FS-A1GT)
- Микросхема часов реального времени

## Эмуляция
На текущий момент компьютеры MSX являются одной из наиболее эмулируемых платформ.
- fMSX (сайт) — портируемый эмулятор MSX Марата Файзулина.
  - Первый эмулятор MSX, получивший широкое распространение, а также наиболее часто портируемый.
  - Точная эмуляция MSX, MSX 2 и MSX 2+, со звуком.
  - Исходный код доступен с коммерчески ограниченной лицензией (бесплатные порты разрешаются и поощряются).
  - Большинство современных эмуляторов MSX в той или иной степени используют исходный код fMSX.
- blueMSX (сайт) — лучший эмулятор MSX, по мнению многих пользователей[15].
  - Относительно новый эмулятор (разработка началась в сентябре 2003 года), изначально основанный на исходном коде fMSX.
  - Идеально выглядящая эмуляция MSX, MSX 2, MSX 2+, MSX Turbo R, Colecovision и Spectravideo.
  - Очень точная эмуляция звука.
  - Множество уникальных возможностей (таких как эмуляция Ethernet, запись видео, оцифровка) и пользовательский интерфейс со сменными темами оформления.
  - Open source (GPL), начиная с версии 2.0, не использует исходный код fMSX.
- openMSX (сайт) — эмулятор MSX, стремящийся к совершенству.
  - Эмулятор MSX с рядом уникальных возможностей (например, система скриптов) и открытым исходным кодом (лицензия GPL).
  - Очень точная эмуляция MSX, MSX 2, MSX 2+ и Turbo R.
- BrMSX — в настоящее время не поддерживается.
  - Самый быстрый эмулятор MSX и MSX 2, из всех существующих. Написан полностью на ассемблере, только для системы MS-DOS.
  - Автор BrMSX, Ricardo Bittencourt, теперь входит в коллектив разработчиков blueMSX.
- CJS MSX Emulator (сайт) — в настоящее время не поддерживается.
  - Вместе с fMSX был одним из первых и очень успешных эмуляторов MSX.
  - В отличие от fMSX, исходный код не портируемый и может работать только на IBM PC-совместимых компьютерах под управлением MS-DOS.
  - Быстрая эмуляция MSX и MSX 2 с хорошей поддержкой звука.
- fMSX for Series 60 (сайт) от Juha Riihimaki.
  - Очень интересный порт эмулятора fMSX для мобильных устройств Nokia Series 60.
- MSX PLAYer.
  - Единственный официальный эмулятор от ассоциации MSX Association (сайт на японском), главой которой является Kazuhiko Nishi (создатель стандарта MSX) — в настоящее время не поддерживается.
- NLMSX (сайт).
  - Простой и очень точный эмулятор MSX, MSX 2, MSX 2+ и TurboR, основанный на исходном коде fMSX 2.0b.
- NO$MSX (сайт) от Martin Korth.
  - Хороший эмулятор MSX и MSX 2, созданный скорее, как серьёзный инструмент для разработки, нежели как обычный эмулятор.
  - Имеет очень удобный и полезный отладчик, написан полностью на ассемблере, хорошо работает даже на компьютерах с процессором на частоте 33 МГц.
- paraMSX: порт fMSX, выполненный Yeongman Seo.
  - Был одним из лучших портов fMSX для Windows на момент появления.
- RuMSX (сайт) — эмулятор MSX Turbo R.
  - Один из самых старых эмуляторов MSX, MSX 2, MSX 2+ и Turbo R.
  - Имел очень хорошую эмуляцию звука на момент появления.
  - Очень интуитивный пользовательский интерфейс.
  - Первый эмулятор MSX с поддержкой Turbo R.
- RedMSX (сайт) — альтернативное развитие blueMSX.
  - Начинался как исправление blueMSX, добавляющее поддержку ZIP-файлов и графический фильтр SCALE2X  (улучшает чёткость изображения при увеличении).
  - Имеет поддержку образов дискет в формате DSK, сжатых архиватором ZIP, и запуск таких файлов с помощью перетаскивания ярлыка.
  - Эмуляция светового пистолета.
  - Исходный код может быть скомпилирован с помощью Microsoft Visual C/C++ 6, тогда как blueMSX может быть скомпилирован только с помощью Microsoft Visual Studio .NET.
  - Имеет очень низкие требования к процессору, даже ниже, чем blueMSX. Это позволяет получить хорошую скорость и высокую точность эмуляции даже на старых компьютерах.

## Дополнительные устройства
Некоторые из наиболее известных дополнительных устройств для компьютеров MSX.

### Звуковые карты
- MSX-Audio
- MSX-Music
- Moonsound

### Видеокарты
- Graphics9000